# Lygophis meridionalis
Lygophis meridionalis là một loài rắn trong họ Rắn nước. Loài này được Schenkel mô tả khoa học đầu tiên năm 1902.